# ワレリー・コルズン

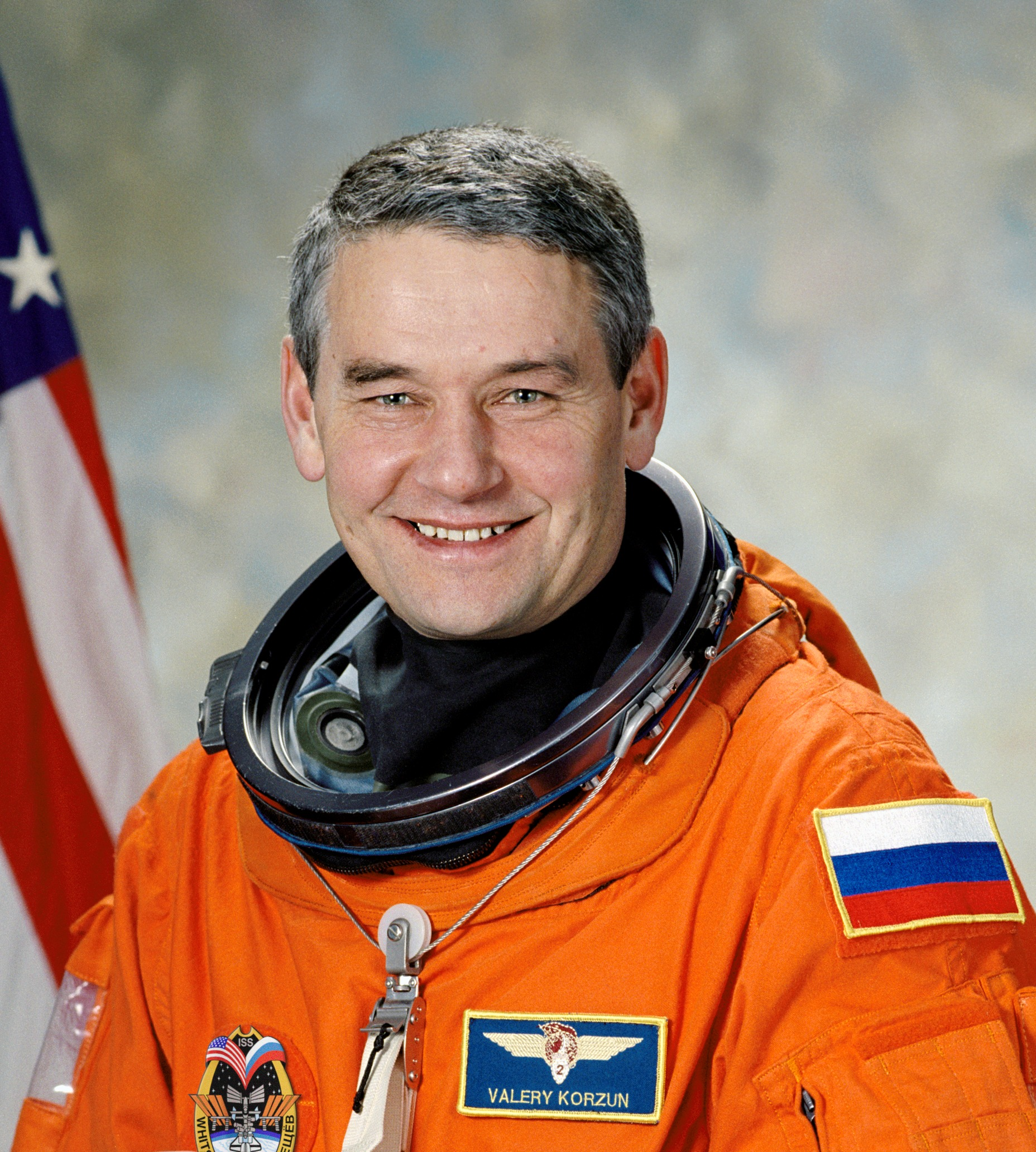
ワレリー・コルズン

ワレリー・コルズン（Valery Grigoryevich Korzun、ロシア語:Валерий Григорьевич Корзун、1953年3月5日-）は、ウクライナ系ロシア人の宇宙飛行士である。
彼はロストフ州クラスヌイ・スリン出身の元ロシア空軍の大尉で、ガガーリン宇宙飛行士訓練センターの宇宙飛行士である。妻のエレーナとの間に1人の息子ニキータがいる。父はコルズン・グリゴリ・アンドレイエヴィチ、母はコルズン・マリア・アレセンティエヴナである。

## 教育
彼は1974年にKachin Military Aviation College、1987年にGagarin Air Force Academyを卒業した。

## 経歴
1974年に大学を卒業すると、彼はソ連空軍のパイロットになった。1987年に空軍アカデミーを卒業すると、宇宙飛行士の候補に選ばれた。軍では4つの飛行機で1473時間の飛行をこなした。パラシュート訓練の教官でもあり、377回のパラシュートジャンプを行った。
1987年12月、彼は宇宙飛行士の訓練を始め、1989年6月にテスト宇宙飛行士の資格を得た。
1989年9月から1992年9月まで、彼は宇宙飛行の訓練を行い、1992年10月から1994年3月まで、ソユーズTM宇宙船の機長としての訓練を受けた。また1994年3月から1995年6月にはミールに滞在するための訓練を受けた。
コルズンは、1994年3月から1995年1月まで、27KC乗組員飛行訓練施設の副施設長を務めた。
1996年8月にコルズンはミールの機長の訓練を終えた。1997年3月2日、ミールでの197日間のミッションを終えて地球に帰還した。NASAとミールの合同ミッションも含まれ、フランス、ドイツの宇宙飛行士も参加した。ミッションの間、コルズンは2回に渡って12時間33分の宇宙遊泳を行った。
第5次長期滞在の乗組員は2002年6月5日にSTS-111で打ち上げられ、6月7日に国際宇宙ステーションとドッキングした。コルズンは6ヶ月の滞在で2回の宇宙遊泳を行った。彼とペギー・ウィットソンは、ズヴェズダに6つのデブリパネルを取り付けた。彼らは一時的な保管場所に取り付けられていたパネルを取り外し、移動した。このパネルは、スペースデブリとの衝突からズヴェズダを保護するために付けられた。2度目の宇宙遊泳では、セルゲイ・トレシェフとともに将来の宇宙遊泳に備え、ザーリャの外側に枠を取り付けた。またズヴェズダの外側にある宇宙航空研究開発機構の材料曝露装置に新しいサンプルをセットした。またズヴェズダに将来の宇宙遊泳のためのロープを取り付け、さらに2つのアマチュア無線用アンテナも取り付けた。第5次長期滞在の乗組員は2002年12月7日にSTS-113で地球に帰還した。2度目の飛行では、9時間46分の宇宙遊泳を含む184日22時間14分間宇宙に滞在した。